# 윈도우 파일 관리자
윈도우 파일 관리자(Windows File Manager) 또는 파일 관리자는 1988년부터 1999년 사이에 OS/2 및 마이크로소프트 윈도우 출시와 함께 번들로 제공되는 파일 관리자 프로그램으로, 2018년 4월 6일부터 윈도우 10을 포함한 모든 최신 윈도우 릴리스에 대한 선택적 다운로드로 사용할 수 있다.
이 프로그램은 파일 관리(복사, 이동, 열기, 삭제, 검색 등)와 이전 윈도우 버전의 MS-DOS 실행 파일 관리자를 위한 MS-DOS의 명령줄 인터페이스를 대체하는 단일 인스턴스 그래픽 인터페이스이다. 파일 관리자는 윈도우 95 및 윈도우 NT 4.0 및 일부 이후 버전에 포함되었지만 윈도우 탐색기가 도입되어 기본 파일 관리자로 사용되었으며 파일 관리자와는 다른 두 창 보기를 통한 파일 관리와 단일 창 "내 컴퓨터" 아이콘을 클릭하면 표시된다.

## 같이 보기
- 도스 셸